# Publius Cornelius Arvina
Publius Cornelius Arvina est un homme politique de la République romaine, fils d'Aulus Cornelius, de la famille patricienne des Cornelii.
En 306 av. J.-C., il est consul avec Quintus Marcius Tremulus. La deuxième guerre samnite se termine par une victoire romaine, et le Sénat romain doit décider du sort des prisonniers herniques qui ont combattu au côté des Samnites. La plupart des cités herniques déclarent alors la guerre à Rome. Cornelius Arvina est envoyé contre les Samnites qui ont détruit des forts romains, et son collègue Marcius Tremulus part combattre les Herniques. Cornelius Arvina traque les Samnites, qui se dérobent et refusent une bataille rangée. Marcius Tremulus soumet rapidement les Herniques, et se dirige vers Cornelius Arvina. Les armées romaines réunies battent les Samnites et les forcent à se réfugier dans les montagnes et à demander la paix. Tandis que Marcius revient à Rome célébrer son triomphe sur les Herniques, Cornelius Arvina demeure en surveillance chez les Samnites.
En 288 av. J.-C., il est consul pour la seconde fois. Cette année n'étant pas couverte par les historiens antiques, on ignore ce qu'il fit durant son mandat.
En 294 av. J.-C., il est censeur.